# Jonas Kaučikas
Jonas Kaučikas (russisch Йонас Каучикас, Jonas Kautschikas; * 17. November 1954 in Skaudvilė, Litauische SSR, Sowjetunion) ist ein litauischer Handballtrainer und ehemaliger Handballspieler.

## Karriere
Der 1,86 m große Kreisläufer spielte von 1973 bis 1989 für den litauischen Verein Granitas Kaunas, mit dem er 1979, 1980, 1982, 1984, 1985 und 1989 die Meisterschaft sowie 1978, 1979 und 1981–1985 den Pokal der litauischen SSR gewann. In der sowjetischen Meisterschaft erreichte er mit Kaunas 1981 und 1985 den zweiten sowie 1979 und 1986 den dritten Platz. In einer Saison der sowjetischen Meisterschaft fing er den mit zehn Toren Führenden der Torschützenliste, Aleksandre Anpilogowi, noch dank 22 Treffern im letzten Spiel gegen SKA Lwiw ab. Im IHF-Pokal 1986/87 gewann Kaunas als bisher einzige litauische Mannschaft einen Europapokal. In den Finalspielen triumphierte Kaunas gegen den spanischen Verein Atlético Madrid aufgrund der Auswärtstorregel. Nach vier Toren beim 23:23 in Madrid war er beim 18:18 im Rückspiel in Kaunas mit neun Toren, darunter zwei Siebenmeter, bester Schütze des Spiels. Im IHF-Pokal 1987/88 unterlag man in den Finalspielen dem rumänischen Verein HC Minaur Baia Mare. 1989 wechselte Kaučikas nach Deutschland, wo er noch zwei Jahre in der 2. Handball-Bundesliga für den VfL Eintracht Hagen spielte.
Mit der litauischen Nationalmannschaft belegte er bei der Völker-Spartakiade 1979 den dritten und 1983 den zweiten Rang.
Mit der sowjetischen Nationalmannschaft gewann er den Supercup 1983 in Dortmund und den World Cup 1984 in Schweden.
1987 wurde Kaučikas die Auszeichnung Verdienter Meister des Sports der UdSSR internationaler Klasse verliehen.

Kaučikas blieb auch nach Ende seiner Spielerlaufbahn in Deutschland, über den Großraum Dortmund und Osnabrück kam er nach Hamburg, wo er mehrere Mannschaften trainierte. Den SV Beckdorf führte er 2007 in die 3. Liga. Mit den Frauen der SG Harburg und den Männern des MTV Eyendorf spielte er in der Oberliga.

## Privates
Jonas Kaučikas absolvierte das Litauische Staatliche Institut für Leibeserziehung in Kaunas. Er ist verheiratet und hat eine Tochter und einen Sohn.